# Minawa Guiziga
Minawa Guiziga (ou Minawa, Minaoua) est une localité du Cameroun située dans l'arrondissement de Gazawa, le département du Diamaré et la région de l’Extrême-Nord. Elle fait partie du canton de Gazawa rural.

## Population
En 1975, la localité comptait 111 habitants, des Guiziga.
Lors du recensement de 2005, on y a dénombré 206 personnes.